# Mera (Ecuador)
Mera è una parrocchia urbana dell'Ecuador, capoluogo dell'omonimo cantone, nella provincia del Pastaza.